# Julia Pongratz
Julia Pongratz (* 1980) ist eine deutsche Klimaforscherin und Professorin für Geografie und Landnutzungssysteme an der Ludwig-Maximilians-Universität München und forscht zudem am Max-Planck-Institut für Meteorologie. Seit dem 1. September 2025 gehört sie als neu berufenes Mitglied dem Expertenrat für Klimafragen der Bundesregierung an.

## Leben
Pongratz absolvierte in den Jahren 2000 bis 2005 ein Diplomstudium der physischen Geografie an der Ludwig-Maximilians-Universität München, unterbrochen durch ein Auslandsstudienjahr 2003/2004 an der University of Maryland. Sie promovierte im Jahr 2009 in Geowissenschaften an der Universität Hamburg mit ihrer am Max-Planck-Institut für Meteorologie durchgeführten Doktorarbeit. Im Folgenden arbeitete sie als research scientist am Department of Global Ecology der Carnegie Institution for Science, Stanford. 2012 kehrte sie auf ein Fellowship ans Max-Planck-Institut für Meteorologie zurück, wo sie wenig später, gefördert durch die Deutsche Forschungsgemeinschaft, eine Emmy-Noether-Gruppe zu Forstwirtschaft im Erdsystem gründete. 2018 übernahm sie den Lehrstuhl für Physische Geographie und Landnutzungssysteme an der LMU München.

## Wirken
Pongratz befasst sich in ihrer Arbeit mit dem wechselseitigen Einfluss von Mensch, Vegetation und Klima. Ein Schwerpunkt liegt dabei auf dem Einfluss von Landnutzungsänderungen auf das Klima, besonders durch Veränderungen in Wasser-, Energie- und Kohlenstoffflüssen. Pongratz untersucht sowohl, wie vorindustrielle Landnutzung das Klima beeinflusste, wie stark Effekte heutiger Landnutzung sind, als auch Maßnahmen wie Aufforstung, die eingesetzt werden, um dem zukünftigen Klimawandel entgegenzuwirken. Sie ist an Berichten des IPCC beteiligt und gehört unter anderem den Lenkungsausschüssen der Future-Earth-Projekte Global Carbon Project und AIMES (Analysis, Integration and Modelling of the Earth System) an. Im August 2025 wurde sie vom Bundeskabinett in den Expertenrat für Klimafragen berufen; das Gremium nimmt seine Arbeit in der neuen Besetzung am 1. September 2025 auf.

## Ehrungen
Pongratz erhielt im Studium Stipendien der Studienstiftung des deutschen Volkes und des deutsch-amerikanischen Fulbright-Programmes. Ihre Doktorarbeit wurde mit der Otto-Hahn-Medaille der Max-Planck-Gesellschaft und dem Wladimir-Peter-Köppen-Preis der Universität Hamburg ausgezeichnet. 2012–2014 war sie Stipendiatin des Fast-Track-Programmes der Robert Bosch Stiftung. Von 2014 bis 2018 war sie Mitglied der Jungen Akademie, die von der Berlin-Brandenburgischen Akademie und der Leopoldina getragen wird. 2024 wurde Pongratz zum Mitglied der Bayerischen Akademie der Wissenschaften gewählt, und 2025 wurde sie als Mitglied der Sektion Geowissenschaften in die Nationale Akademie der Wissenschaften Leopoldina aufgenommen.

## Veröffentlichungen (Auswahl)
- mit Ken Caldeira: Attribution of atmospheric CO2 and temperature increases to regions: importance of preindustrial land use change. In: Environmental Research Letters. Band 7, 2012, 034001, doi:10.1088/1748-9326/7/3/034001.
- mit David Lobell, L. Cao und Ken Caldeira: Crop yields in a geoengineered climate. In: Nature Climate Change. Band 2, 2012, S. 101–105, doi:10.1038/nclimate1373.
- Plant a tree, but tend it well. In: Nature. Band 498, 2013, S. 47–48, doi:10.1038/498047a.
- mit C. H. Reick, R. A. Houghton und J. I. House: Terminology as a key uncertainty in net land use and land cover change carbon flux estimates. In: Earth System Dynamics. Band 5, S. 177–195, 2014, doi:10.5194/esd-5-177-2014.